# Зомбіновиці
Зомбіновиці (пол. Ząbinowice, нім. Gersdorf) — село в Польщі, у гміні Битів Битівського повіту Поморського воєводства.
Населення — 395 осіб (2011).
У 1975-1998 роках село належало до Слупського воєводства.

## Демографія
Демографічна структура станом на 31 березня 2011 року:
|          | Загалом | Допрацездатний вік | Працездатний вік | Постпрацездатний вік |
| -------- | ------- | ------------------ | ---------------- | -------------------- |
| Чоловіки | 193     | 43                 | 136              | 14                   |
| Жінки    | 202     | 56                 | 117              | 29                   |
| Разом    | 395     | 99                 | 253              | 43                   |